# Eerste divisie 1997/98 (nacompetitie)/Wedstrijden
Het Nederlandse Eerste divisie voetbal uit het seizoen 1997/98 kende aan het einde van de reguliere competitie een nacompetitie. Alleen de kampioen van de Eerste divisie promoveerde rechtstreeks naar de Eredivisie. Behalve de vier periodekampioenen en de twee hoogst geklasseerde clubs zonder periodetitel namen ook de nummers 16 en 17 van de eredivisie hieraan deel. De acht clubs werden verdeeld over twee poules, beide poulewinnaars veroverden een plaats in de Eredivisie.
Winnaars van deze zesentwintigste editie werden RKC Waalwijk en Cambuur Leeuwarden.

## Speelronde 1

### Groep A
|                   |              |       |           |                                                                                |
| 16 mei 1998 19:30 | ADO Den Haag | 0 – 0 | Eindhoven | Stadion: Zuiderpark, Den Haag Toeschouwers: 6.574 Scheidsrechter: René Temmink |
| 16 mei 1998 19:30 |              |       |           | Stadion: Zuiderpark, Den Haag Toeschouwers: 6.574 Scheidsrechter: René Temmink |
| 16 mei 1998 19:30 |              |       |           | Stadion: Zuiderpark, Den Haag Toeschouwers: 6.574 Scheidsrechter: René Temmink |
| 16 mei 1998 19:30 |              |       |           | Stadion: Zuiderpark, Den Haag Toeschouwers: 6.574 Scheidsrechter: René Temmink |
|                   |              |       |           |                                                                                |

|                   |                                                 |       |                                    |                                                                                            |
| 16 mei 1998 19:30 | RKC Waalwijk                                    | 3 – 2 | Emmen                              | Stadion: Mandemakers Stadion, Waalwijk Toeschouwers: 4.480 Scheidsrechter: Dick van Egmond |
| 16 mei 1998 19:30 | Patrick van Diemen 42' Miodrag Božović 88', 90' |       | 60' Erwin Leurink 83' Mika Nurmela | Stadion: Mandemakers Stadion, Waalwijk Toeschouwers: 4.480 Scheidsrechter: Dick van Egmond |
| 16 mei 1998 19:30 |                                                 |       |                                    | Stadion: Mandemakers Stadion, Waalwijk Toeschouwers: 4.480 Scheidsrechter: Dick van Egmond |
| 16 mei 1998 19:30 |                                                 |       |                                    | Stadion: Mandemakers Stadion, Waalwijk Toeschouwers: 4.480 Scheidsrechter: Dick van Egmond |
|                   |                                                 |       |                                    |                                                                                            |

### Groep B
|                   |                           |       |                                                |                                                                                        |
| 16 mei 1998 19:30 | FC Den Bosch              | 1 – 2 | Cambuur Leeuwarden                             | Stadion: De Vliert, 's-Hertogenbosch Toeschouwers: 2.596 Scheidsrechter: Roelof Luinge |
| 16 mei 1998 19:30 | József Kiprich 79' (pen.) |       | 3' Marinus Dijkhuizen 49' Sandor van der Heide | Stadion: De Vliert, 's-Hertogenbosch Toeschouwers: 2.596 Scheidsrechter: Roelof Luinge |
| 16 mei 1998 19:30 |                           |       |                                                | Stadion: De Vliert, 's-Hertogenbosch Toeschouwers: 2.596 Scheidsrechter: Roelof Luinge |
| 16 mei 1998 19:30 |                           |       |                                                | Stadion: De Vliert, 's-Hertogenbosch Toeschouwers: 2.596 Scheidsrechter: Roelof Luinge |
|                   |                           |       |                                                |                                                                                        |

|                   |                         |       |                     |                                                                           |
| 16 mei 1998 19:30 | FC Zwolle               | 1 – 1 | FC Groningen        | Stadion: Oosterenk, Zwolle Toeschouwers: 4.750 Scheidsrechter: Fred Sterk |
| 16 mei 1998 19:30 | Gerald van den Belt 45' |       | 30' Harris Huizingh | Stadion: Oosterenk, Zwolle Toeschouwers: 4.750 Scheidsrechter: Fred Sterk |
| 16 mei 1998 19:30 |                         |       |                     | Stadion: Oosterenk, Zwolle Toeschouwers: 4.750 Scheidsrechter: Fred Sterk |
| 16 mei 1998 19:30 |                         |       |                     | Stadion: Oosterenk, Zwolle Toeschouwers: 4.750 Scheidsrechter: Fred Sterk |
|                   |                         |       |                     |                                                                           |

## Speelronde 2

### Groep A
|                   |           |                        |              |                                                                                      |
| 19 mei 1998 19:30 | Eindhoven | 0 – 1                  | RKC Waalwijk | Stadion: Jan Louwers Stadion, Eindhoven Toeschouwers: 3.500 Scheidsrechter: Dick Jol |
| 19 mei 1998 19:30 |           | 81' Patrick van Diemen |              | Stadion: Jan Louwers Stadion, Eindhoven Toeschouwers: 3.500 Scheidsrechter: Dick Jol |
| 19 mei 1998 19:30 |           |                        |              | Stadion: Jan Louwers Stadion, Eindhoven Toeschouwers: 3.500 Scheidsrechter: Dick Jol |
| 19 mei 1998 19:30 |           |                        |              | Stadion: Jan Louwers Stadion, Eindhoven Toeschouwers: 3.500 Scheidsrechter: Dick Jol |
|                   |           |                        |              |                                                                                      |

|                   |                        |       |                    |                                                                            |
| 19 mei 1998 19:30 | Emmen                  | 1 – 1 | ADO Den Haag       | Stadion: Meerdijk, Emmen Toeschouwers: 4.600 Scheidsrechter: Roelof Luinge |
| 19 mei 1998 19:30 | Michel van Oostrum 46' |       | 18' Dennis Iliohan | Stadion: Meerdijk, Emmen Toeschouwers: 4.600 Scheidsrechter: Roelof Luinge |
| 19 mei 1998 19:30 |                        |       |                    | Stadion: Meerdijk, Emmen Toeschouwers: 4.600 Scheidsrechter: Roelof Luinge |
| 19 mei 1998 19:30 |                        |       |                    | Stadion: Meerdijk, Emmen Toeschouwers: 4.600 Scheidsrechter: Roelof Luinge |
|                   |                        |       |                    |                                                                            |

### Groep B
|                   |                                                                           |       |                                   |                                                                                         |
| 19 mei 1998 19:30 | Cambuur Leeuwarden                                                        | 5 – 2 | FC Zwolle                         | Stadion: Cambuurstadion, Leeuwarden Toeschouwers: 6.500 Scheidsrechter: Jack van Hulten |
| 19 mei 1998 19:30 | Marinus Dijkhuizen 8', 71', 83' Peter de Roo 45' Sandor van der Heide 68' |       | 2' Jan Bruin 70' André van Tuinen | Stadion: Cambuurstadion, Leeuwarden Toeschouwers: 6.500 Scheidsrechter: Jack van Hulten |
| 19 mei 1998 19:30 |                                                                           |       |                                   | Stadion: Cambuurstadion, Leeuwarden Toeschouwers: 6.500 Scheidsrechter: Jack van Hulten |
| 19 mei 1998 19:30 |                                                                           |       |                                   | Stadion: Cambuurstadion, Leeuwarden Toeschouwers: 6.500 Scheidsrechter: Jack van Hulten |
|                   |                                                                           |       |                                   |                                                                                         |

|                   |                  |       |                                                          |                                                                                  |
| 19 mei 1998 19:30 | FC Groningen     | 1 – 3 | FC Den Bosch                                             | Stadion: Oosterpark, Groningen Toeschouwers: 10.000 Scheidsrechter: René Temmink |
| 19 mei 1998 19:30 | Magno Mocelin 4' |       | 14' Roberto Verhagen 24' Giuseppe Canale 86' Theo Lucius | Stadion: Oosterpark, Groningen Toeschouwers: 10.000 Scheidsrechter: René Temmink |
| 19 mei 1998 19:30 |                  |       |                                                          | Stadion: Oosterpark, Groningen Toeschouwers: 10.000 Scheidsrechter: René Temmink |
| 19 mei 1998 19:30 |                  |       |                                                          | Stadion: Oosterpark, Groningen Toeschouwers: 10.000 Scheidsrechter: René Temmink |
|                   |                  |       |                                                          |                                                                                  |

## Speelronde 3

### Groep A
|                   |              |                                                              |              |                                                                                   |
| 23 mei 1998 19:30 | ADO Den Haag | 0 – 3                                                        | RKC Waalwijk | Stadion: Zuiderpark, Den Haag Toeschouwers: 6.982 Scheidsrechter: Jack van Hulten |
| 23 mei 1998 19:30 |              | 23' (e.d.) Marco Meijer 73' Anders Nielsen 78' Hans van Arum |              | Stadion: Zuiderpark, Den Haag Toeschouwers: 6.982 Scheidsrechter: Jack van Hulten |
| 23 mei 1998 19:30 |              |                                                              |              | Stadion: Zuiderpark, Den Haag Toeschouwers: 6.982 Scheidsrechter: Jack van Hulten |
| 23 mei 1998 19:30 |              |                                                              |              | Stadion: Zuiderpark, Den Haag Toeschouwers: 6.982 Scheidsrechter: Jack van Hulten |
|                   |              |                                                              |              |                                                                                   |

|                   |                                            |       |                                    |                                                                                          |
| 23 mei 1998 19:30 | Eindhoven                                  | 2 – 2 | Emmen                              | Stadion: Jan Louwers Stadion, Eindhoven Toeschouwers: 2.950 Scheidsrechter: René Temmink |
| 23 mei 1998 19:30 | Rafael Losada 58' Steve Van Der Borght 64' |       | 21' Mika Nurmela 84' Dick Kooijman | Stadion: Jan Louwers Stadion, Eindhoven Toeschouwers: 2.950 Scheidsrechter: René Temmink |
| 23 mei 1998 19:30 |                                            |       |                                    | Stadion: Jan Louwers Stadion, Eindhoven Toeschouwers: 2.950 Scheidsrechter: René Temmink |
| 23 mei 1998 19:30 |                                            |       |                                    | Stadion: Jan Louwers Stadion, Eindhoven Toeschouwers: 2.950 Scheidsrechter: René Temmink |
|                   |                                            |       |                                    |                                                                                          |

### Groep B
|                   |              |       |           |                                                                                          |
| 23 mei 1998 19:30 | FC Den Bosch | 0 – 0 | FC Zwolle | Stadion: De Vliert, 's-Hertogenbosch Toeschouwers: 3.016 Scheidsrechter: Dick van Egmond |
| 23 mei 1998 19:30 |              |       |           | Stadion: De Vliert, 's-Hertogenbosch Toeschouwers: 3.016 Scheidsrechter: Dick van Egmond |
| 23 mei 1998 19:30 |              |       |           | Stadion: De Vliert, 's-Hertogenbosch Toeschouwers: 3.016 Scheidsrechter: Dick van Egmond |
| 23 mei 1998 19:30 |              |       |           | Stadion: De Vliert, 's-Hertogenbosch Toeschouwers: 3.016 Scheidsrechter: Dick van Egmond |
|                   |              |       |           |                                                                                          |

|                   |                     |       |                          |                                                                                        |
| 23 mei 1998 19:00 | FC Groningen        | 1 – 1 | Cambuur Leeuwarden       | Stadion: KNVB Sportcentrum, Zeist Toeschouwers: 200 Scheidsrechter: Mario van der Ende |
| 23 mei 1998 19:00 | Harris Huizingh 40' |       | 51' Sandor van der Heide | Stadion: KNVB Sportcentrum, Zeist Toeschouwers: 200 Scheidsrechter: Mario van der Ende |
| 23 mei 1998 19:00 |                     |       |                          | Stadion: KNVB Sportcentrum, Zeist Toeschouwers: 200 Scheidsrechter: Mario van der Ende |
| 23 mei 1998 19:00 |                     |       |                          | Stadion: KNVB Sportcentrum, Zeist Toeschouwers: 200 Scheidsrechter: Mario van der Ende |
|                   |                     |       |                          |                                                                                        |

## Speelronde 4

### Groep A
|                   |                  |       |                                                                                    |                                                                                 |
| 26 mei 1998 19:30 | Emmen            | 1 – 4 | Eindhoven                                                                          | Stadion: Meerdijk, Emmen Toeschouwers: 4.200 Scheidsrechter: Mario van der Ende |
| 26 mei 1998 19:30 | Martin Drent 62' |       | 36' Ger Schuman 50' Dragan Thijssens 76' Rafael Losada 80' (pen.) Richard van Gils | Stadion: Meerdijk, Emmen Toeschouwers: 4.200 Scheidsrechter: Mario van der Ende |
| 26 mei 1998 19:30 |                  |       |                                                                                    | Stadion: Meerdijk, Emmen Toeschouwers: 4.200 Scheidsrechter: Mario van der Ende |
| 26 mei 1998 19:30 |                  |       |                                                                                    | Stadion: Meerdijk, Emmen Toeschouwers: 4.200 Scheidsrechter: Mario van der Ende |
|                   |                  |       |                                                                                    |                                                                                 |

|                   |              |       |              |                                                                                          |
| 26 mei 1998 19:30 | RKC Waalwijk | 0 – 0 | ADO Den Haag | Stadion: Mandemakers Stadion, Waalwijk Toeschouwers: 5.250 Scheidsrechter: Roelof Luinge |
| 26 mei 1998 19:30 |              |       |              | Stadion: Mandemakers Stadion, Waalwijk Toeschouwers: 5.250 Scheidsrechter: Roelof Luinge |
| 26 mei 1998 19:30 |              |       |              | Stadion: Mandemakers Stadion, Waalwijk Toeschouwers: 5.250 Scheidsrechter: Roelof Luinge |
| 26 mei 1998 19:30 |              |       |              | Stadion: Mandemakers Stadion, Waalwijk Toeschouwers: 5.250 Scheidsrechter: Roelof Luinge |
|                   |              |       |              |                                                                                          |

### Groep B
|                   |                                                                   |       |                       |                                                                                  |
| 27 mei 1998 19:30 | Cambuur Leeuwarden                                                | 3 – 1 | FC Groningen          | Stadion: Cambuurstadion, Leeuwarden Toeschouwers: 8.500 Scheidsrechter: Dick Jol |
| 27 mei 1998 19:30 | Geert Jelle de Vries 28' Marcel Keizer 81' Harry van der Laan 87' |       | 54' Sander van Gessel | Stadion: Cambuurstadion, Leeuwarden Toeschouwers: 8.500 Scheidsrechter: Dick Jol |
| 27 mei 1998 19:30 |                                                                   |       |                       | Stadion: Cambuurstadion, Leeuwarden Toeschouwers: 8.500 Scheidsrechter: Dick Jol |
| 27 mei 1998 19:30 |                                                                   |       |                       | Stadion: Cambuurstadion, Leeuwarden Toeschouwers: 8.500 Scheidsrechter: Dick Jol |
|                   |                                                                   |       |                       |                                                                                  |

|                   |                         |       |              |                                                                             |
| 27 mei 1998 19:30 | FC Zwolle               | 1 – 0 | FC Den Bosch | Stadion: Oosterenk, Zwolle Toeschouwers: 3.450 Scheidsrechter: Jan Wegereef |
| 27 mei 1998 19:30 | Gerald van den Belt 42' |       |              | Stadion: Oosterenk, Zwolle Toeschouwers: 3.450 Scheidsrechter: Jan Wegereef |
| 27 mei 1998 19:30 |                         |       |              | Stadion: Oosterenk, Zwolle Toeschouwers: 3.450 Scheidsrechter: Jan Wegereef |
| 27 mei 1998 19:30 |                         |       |              | Stadion: Oosterenk, Zwolle Toeschouwers: 3.450 Scheidsrechter: Jan Wegereef |
|                   |                         |       |              |                                                                             |

## Speelronde 5

### Groep A
|                   |                                       |       |                                       |                                                                               |
| 30 mei 1998 19:30 | ADO Den Haag                          | 2 – 2 | Emmen                                 | Stadion: Zuiderpark, Den Haag Toeschouwers: 3.348 Scheidsrechter: Wout Schaap |
| 30 mei 1998 19:30 | Jeffrey Rutten 70' Dennis Iliohan 88' |       | 35' Wilfried Elzinga 75' René Grummel | Stadion: Zuiderpark, Den Haag Toeschouwers: 3.348 Scheidsrechter: Wout Schaap |
| 30 mei 1998 19:30 |                                       |       |                                       | Stadion: Zuiderpark, Den Haag Toeschouwers: 3.348 Scheidsrechter: Wout Schaap |
| 30 mei 1998 19:30 |                                       |       |                                       | Stadion: Zuiderpark, Den Haag Toeschouwers: 3.348 Scheidsrechter: Wout Schaap |
|                   |                                       |       |                                       |                                                                               |

|                   | |       |           |                                                                                               |
| 30 mei 1998 19:30 | RKC Waalwijk | 5 – 0 | Eindhoven | Stadion: Mandemakers Stadion, Waalwijk Toeschouwers: 5.600 Scheidsrechter: Mario van der Ende |
| 30 mei 1998 19:30 | Hans van Arum 34' Anders Nielsen 40' (pen.) John Laponder 69' (e.d.) John Lammers 88' Tommie van der Leegte 90' |       |           | Stadion: Mandemakers Stadion, Waalwijk Toeschouwers: 5.600 Scheidsrechter: Mario van der Ende |
| 30 mei 1998 19:30 | |       |           | Stadion: Mandemakers Stadion, Waalwijk Toeschouwers: 5.600 Scheidsrechter: Mario van der Ende |
| 30 mei 1998 19:30 | |       |           | Stadion: Mandemakers Stadion, Waalwijk Toeschouwers: 5.600 Scheidsrechter: Mario van der Ende |
|                   | |       |           |                                                                                               |

### Groep B
|                   |                                                      |       |                                      |                                                                                       |
| 30 mei 1998 19:30 | Cambuur Leeuwarden                                   | 2 – 2 | FC Den Bosch                         | Stadion: Cambuurstadion, Leeuwarden Toeschouwers: 10.500 Scheidsrechter: René Temmink |
| 30 mei 1998 19:30 | Marinus Dijkhuizen 64' Harry van der Laan 88' (pen.) |       | 45' Gerrie Schaap 58' Thijs Waterink | Stadion: Cambuurstadion, Leeuwarden Toeschouwers: 10.500 Scheidsrechter: René Temmink |
| 30 mei 1998 19:30 |                                                      |       |                                      | Stadion: Cambuurstadion, Leeuwarden Toeschouwers: 10.500 Scheidsrechter: René Temmink |
| 30 mei 1998 19:30 |                                                      |       |                                      | Stadion: Cambuurstadion, Leeuwarden Toeschouwers: 10.500 Scheidsrechter: René Temmink |
|                   |                                                      |       |                                      |                                                                                       |

|                   |                  |       |                                                      |                                                                                   |
| 30 mei 1998 19:30 | FC Groningen     | 1 – 3 | FC Zwolle                                            | Stadion: Oosterpark, Groningen Toeschouwers: 3.000 Scheidsrechter: Harry van Beek |
| 30 mei 1998 19:30 | Toine Rorije 39' |       | 13' André van Tuinen 31' Sieme Zijm 67' Sami Ristilä | Stadion: Oosterpark, Groningen Toeschouwers: 3.000 Scheidsrechter: Harry van Beek |
| 30 mei 1998 19:30 |                  |       |                                                      | Stadion: Oosterpark, Groningen Toeschouwers: 3.000 Scheidsrechter: Harry van Beek |
| 30 mei 1998 19:30 |                  |       |                                                      | Stadion: Oosterpark, Groningen Toeschouwers: 3.000 Scheidsrechter: Harry van Beek |
|                   |                  |       |                                                      |                                                                                   |

## Speelronde 6

### Groep A
|                   |                                     |       |                                               |                                                                                             |
| 2 juni 1998 14:30 | Eindhoven                           | 2 – 2 | ADO Den Haag                                  | Stadion: Jan Louwers Stadion, Eindhoven Toeschouwers: 1.750 Scheidsrechter: Dick van Egmond |
| 2 juni 1998 14:30 | Dragan Thijssens 9' Ger Schuman 56' |       | 34' Pim Langeveld 58' Ricardo van der Heijden | Stadion: Jan Louwers Stadion, Eindhoven Toeschouwers: 1.750 Scheidsrechter: Dick van Egmond |
| 2 juni 1998 14:30 |                                     |       |                                               | Stadion: Jan Louwers Stadion, Eindhoven Toeschouwers: 1.750 Scheidsrechter: Dick van Egmond |
| 2 juni 1998 14:30 |                                     |       |                                               | Stadion: Jan Louwers Stadion, Eindhoven Toeschouwers: 1.750 Scheidsrechter: Dick van Egmond |
|                   |                                     |       |                                               |                                                                                             |

|                   |                                              |       |                            |                                                                       |
| 2 juni 1998 14:30 | Emmen                                        | 3 – 3 | RKC Waalwijk               | Stadion: Meerdijk, Emmen Toeschouwers: 4.708 Scheidsrechter: Dick Jol |
| 2 juni 1998 14:30 | Michel van Oostrum 42', 62' Tony Alberda 60' |       | 59', 75', 76' John Lammers | Stadion: Meerdijk, Emmen Toeschouwers: 4.708 Scheidsrechter: Dick Jol |
| 2 juni 1998 14:30 |                                              |       |                            | Stadion: Meerdijk, Emmen Toeschouwers: 4.708 Scheidsrechter: Dick Jol |
| 2 juni 1998 14:30 |                                              |       |                            | Stadion: Meerdijk, Emmen Toeschouwers: 4.708 Scheidsrechter: Dick Jol |
|                   |                                              |       |                            |                                                                       |

### Groep B
|                   |                 |       |                                                                              |                                                                                      |
| 2 juni 1998 14:30 | FC Den Bosch    | 1 – 4 | FC Groningen                                                                 | Stadion: De Vliert, 's-Hertogenbosch Toeschouwers: 1.860 Scheidsrechter: Ger Buiting |
| 2 juni 1998 14:30 | Theo Lucius 18' |       | 26' Toine Rorije 57' Sander van Gessel 79' Mariano Bombarda 88' Sergio Ommel | Stadion: De Vliert, 's-Hertogenbosch Toeschouwers: 1.860 Scheidsrechter: Ger Buiting |
| 2 juni 1998 14:30 |                 |       |                                                                              | Stadion: De Vliert, 's-Hertogenbosch Toeschouwers: 1.860 Scheidsrechter: Ger Buiting |
| 2 juni 1998 14:30 |                 |       |                                                                              | Stadion: De Vliert, 's-Hertogenbosch Toeschouwers: 1.860 Scheidsrechter: Ger Buiting |
|                   |                 |       |                                                                              |                                                                                      |

|                   |                |       |                                              |                                                                              |
| 2 juni 1998 14:30 | FC Zwolle      | 1 – 2 | Cambuur Leeuwarden                           | Stadion: Oosterenk, Zwolle Toeschouwers: 4.350 Scheidsrechter: Hans Reygwart |
| 2 juni 1998 14:30 | Sieme Zijm 10' |       | 4' René van Rijswijk 55' Leonard van Utrecht | Stadion: Oosterenk, Zwolle Toeschouwers: 4.350 Scheidsrechter: Hans Reygwart |
| 2 juni 1998 14:30 |                |       |                                              | Stadion: Oosterenk, Zwolle Toeschouwers: 4.350 Scheidsrechter: Hans Reygwart |
| 2 juni 1998 14:30 |                |       |                                              | Stadion: Oosterenk, Zwolle Toeschouwers: 4.350 Scheidsrechter: Hans Reygwart |
|                   |                |       |                                              |                                                                              |

## Voetnoten
ADO Den Haag ·
AZ ·
Cambuur Leeuwarden ·
FC Den Bosch ·
Dordrecht '90 ·
Eindhoven ·
Emmen ·
Excelsior ·
Go Ahead Eagles ·
Haarlem ·
Helmond Sport ·
Heracles '74 ·
RBC ·
Telstar ·
TOP Oss ·
BV Veendam ·
VVV ·
FC Zwolle
Eredivisie

1960 · 1975 · 1987 · 1988
Eerste divisie

1973 · 1974 · 1975 · 1976 · 1977 · 1978 · 1979 · 1980 · 1981 · 1982 · 1983 · 1984 · 1985 · 1986 · 1987 · 1988 · 1989 · 1990 · 1991 · 1992 · 1993 · 1994 · 1995 · 1996 · 1997 · 1998 · 1999 · 2000 · 2001 · 2002 · 2003 · 2004 · 2005

Vanaf 2006 staan alle competities op 1 pagina.

2006 · 2007 · 2008 · 2009 · 2010 · 2011 · 2012 · 2013 · 2014 · 2015 · 2016 · 2017 · 2018 · 2019 · 2020 · 2021 · 2022 · 2023 · 2024